# Ungesättigte Zone
|  | Dieser Artikel wurde aufgrund von Mängeln auf der Qualitätssicherung Naturwissenschaften eingetragen. Dies geschieht, um die Qualität der Artikel aus den übergreifenden Themengebieten der Naturwissenschaften auf ein akzeptables Niveau zu bringen. Dabei können Artikel gelöscht werden, die nicht signifikant verbessert werden können. Hilf mit, die Mängel dieses Artikels zu beseitigen, und beteilige dich an der Diskussion. |

Querschnitt eines Hangs mit Darstellung der ungesättigten und der gesättigten Zone

Querschnitt, der den Grundwasserspiegel in Abhängigkeit von der Oberflächentopographie sowie einen hochliegenden Grundwasserspiegel zeigt

Als ungesättigte Zone wird in der Bodenkunde der Bereich des Bodens bezeichnet, der oberhalb der Grundwasseroberfläche und des durch Kapillaraufstieg gesättigten Kapillarraums (scheinbare Grundwasseroberfläche) liegt und nicht dauernd wassergesättigt ist. Die Poren sind teilweise mit Luft gefüllt. Die ungesättigte Zone ist durch eine abwärts gerichtete Sickerwasserbewegung gekennzeichnet.